# Parti communiste marxiste-léniniste de France
Pour les articles homonymes, voir Parti communiste marxiste-léniniste.
Le Parti communiste marxiste-léniniste de France (PCMLF) était un parti politique français d'orientation maoïste. Il a pris la suite du Mouvement communiste français marxiste-léniniste le 31 décembre 1967 et s'est transformé en Parti pour une alternative communiste en 1985. Il s'est auto-dissout en décembre 1988.

## Historique

### Instances
Le PCMLF est dirigé par Jacques Jurquet. Il édite un journal, L'Humanité nouvelle, qui paraîtra publiquement jusqu'à l'interdiction du parti. Un nouvel hebdomadaire public, L'Humanité rouge, est ensuite lancé ; il devient quotidien à partir d'octobre 1975. Le parti s'aligne strictement sur les positions du gouvernement chinois et condamne les « dérives spontanéistes » de la Gauche prolétarienne. 
Le PCMLF considère avec sympathie le mouvement étudiant et lycéen de 1968. Le 6 mai, le parti publie un tract, ponctué de citations de Mao Zedong, appelant à soutenir la « juste lutte des étudiants ». Le PCMLF continuera à soutenir le mouvement dans les jours qui suivent par des tracts le 11, le 17 et le 20 mai, appelant à « l'union des étudiants et des travailleurs pour un pouvoir populaire révolutionnaire ». Le parti parle de « première victoire révolutionnaire » dans l'édition du 22 mai 1968 de son journal L'Humanité nouvelle, parlant de « Pompidou capitulant devant la grève générale et les mobilisations des étudiants et ouvriers ». Dans son communiqué du 30 mai, le parti dénonce alors les « accents d'apprenti dictateur » de de Gaulle, comparé à Napoléon Ier au moment du 18 Brumaire et met en garde les travailleurs contre « le danger fasciste », tout en pointant la responsabilité des « révisionnistes », c'est-à-dire de la direction du PCF et de la CGT.
Le 12 juin 1968, comme onze autres mouvements d'extrême gauche, le PCMLF est officiellement interdit par le décret du président de la République du 12 juin 1968. Il devient une organisation clandestine dont la direction est assurée par Raymond Casas, Jacques Jurquet et François Marty.
Les effectifs du PCMLF sont évalués en 1970 à entre 2 000 et 3 000 militants. Mais le parti éclate cette année-là en trois organisations concurrentes se réclamant chacune du PCMLF :
- L'Humanité rouge (futur Parti communiste marxiste-léniniste (PCML) ;
- Front rouge (qui prendra en 1974 le nom de Parti communiste révolutionnaire) ;
- Le Travailleur, créé par Raymond Casas qui cherchait à s'ouvrir au mouvement issu de mai 1968 et à pratiquer plus de démocratie interne.

Ce dernier groupe  explose très rapidement en de multiples scissions. Après avoir lancé le bulletin Le Travailleur pour la première fois en mai 1971, il perd dès 1972 son initiateur Raymond Casas qui abandonne toute activité politique ; ne rassemblant plus par la suite que quelques militants, le petit groupe disparaît en 1977.
En 1971, le parti réuni autour de L'Humanité rouge subit de nouvelles scissions comme celles donnant naissance à Ligne rouge ou aux Cercles communistes maoïstes. L'Humanité rouge ne rassemble alors plus que quelques centaines de personnes. Il faudra attendre 1975 pour que le parti retrouve ses effectifs de 1970, notamment grâce à des ralliements comme celui du groupe Le Travailleur, de la Gauche révolutionnaire provenant du PSU et de Sklerijenn (« Clarté » en breton), composé essentiellement de militants de l'UDB. Une organisation de jeunes est créée sous le nom de Jeunesse communiste marxiste-léniniste de France qui publie La Jeune Garde rouge.

### Positions
À l'occasion des élections présidentielles de 1969 et 1974, le PCMLF - Humanité rouge se prononce contre tous les candidats, de droite et d'extrême droite comme de gauche et d'extrême gauche, et a appelé à l'abstention « révolutionnaire ». À partir de l'automne 1973, il souligne la dangerosité du « social-impérialisme soviétique » et développe une campagne sur la nécessité d'une défense nationale française contre le « social-impérialisme soviétique », ce qui l'a amené à participer à un meeting avec des gaullistes et la Nouvelle Action royaliste. Cette « dérive » fait rapidement l'objet d'une « autocritique ».
Très impliqué dans les luttes au côté des travailleurs étrangers, il soutient en particulier les résidents des foyers Sonacotra dans la longue grève qui les oppose à la direction. À cette occasion, des militants rejoindront l'Organisation communiste marxiste-léniniste – Voie prolétarienne.

### Parti communiste marxiste-léniniste
En 1978, le parti décide de sortir de la clandestinité en prenant le nom de Parti communiste marxiste-léniniste (PCML). Il présente des candidats aux élections législatives de mars 1978, en alliance avec le Parti communiste révolutionnaire. Son quotidien, L'Humanité rouge, fusionne avec celui du PCR (ml), Le Quotidien du Peuple, en gardant ce dernier titre. Début 1980, un grand nombre des membres de Bretagne, région où le parti est bien implanté, quitte l'organisation. En 1981, le dirigeant historique du parti, Jacques Jurquet, accepte de partager la direction du PCML au sein d'un secrétariat collectif composé d'Alain Doronte, Jean-Luc Einaudi, Monique Dagron, et Pierre Bauby. Le PCML appelle à voter pour François Mitterrand au second tour de l’élection présidentielle. À partir de 1982, le PCML publie la revue Travailleurs. Mais le Parti communiste marxiste-léniniste perd sa raison d'être la même année lorsque la République populaire de Chine reprend officiellement contact avec le Parti communiste français.
Le PCML doit donc s'adapter à la nouvelle donne : en 1983, Jacques Jurquet est mis en minorité et le PCML rompt avec le stalinisme. Devant la chute accélérée de ses effectifs, le parti finit par abandonner définitivement la référence au maoïsme. En 1985, il se rebaptise Parti pour une alternative communiste.

### Parti pour une alternative communiste
Ses effectifs sont alors évalués à 300 militants[réf. nécessaire]. Le PAC édite une lettre d'informations, Flash Alternatives. Il est dirigé par un secrétariat collectif composé d'Alain Doronte, Jacques Jurquet, Monique Dagron et Pierre Bauby.
La nouvelle ligne politique est dénoncée par le dirigeant historique du parti, Jacques Jurquet, qui est mis en minorité et décide en 1986 de quitter l'organisation avec plusieurs autres militants dont Jean-Luc Einaudi.
En 1988, les militants du PAC ne sont plus qu'une quarantaine, dirigés par Pierre Bauby, Alain Doronte et Monique Dagron. Se rapprochant de la Ligue communiste révolutionnaire, le PAC participe à la création du journal Politis et à la coordination Arc-en-Ciel qui soutient la candidature de Pierre Juquin à l'élection présidentielle, dissident communiste également soutenu par le PSU. Le PAC décide de s'autodissoudre au mois de décembre de la même année. La plupart de ses militants rejoindront la Nouvelle gauche pour le socialisme, l'écologie et l'autogestion, issue des comités de soutiens de Pierre Juquin et de la Fédération pour une gauche alternative. La Nouvelle Gauche participe à la création de l'Alternative rouge et verte dès l'année suivante.